# Indy grab

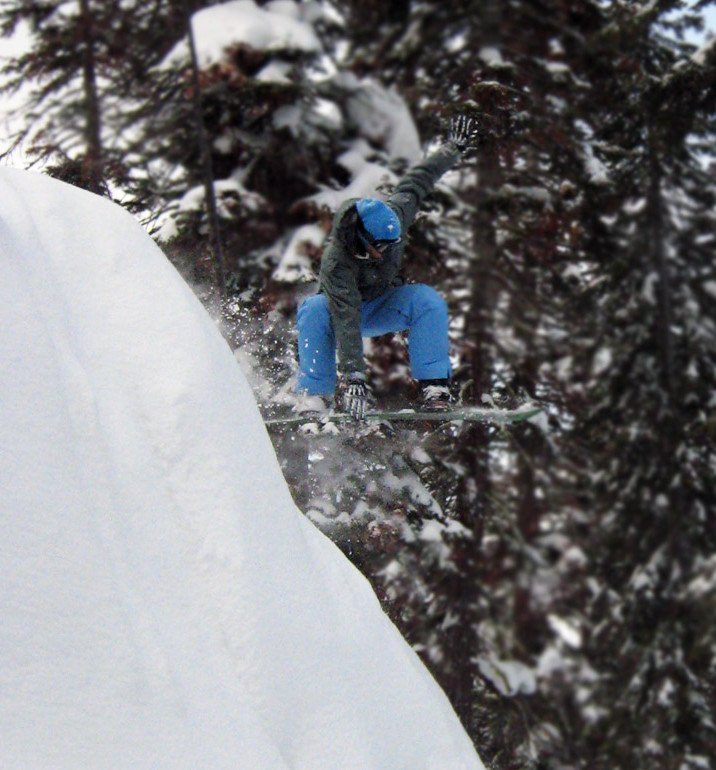
Un indy grab eseguito su uno snowboard, Contea di Placer (CA)

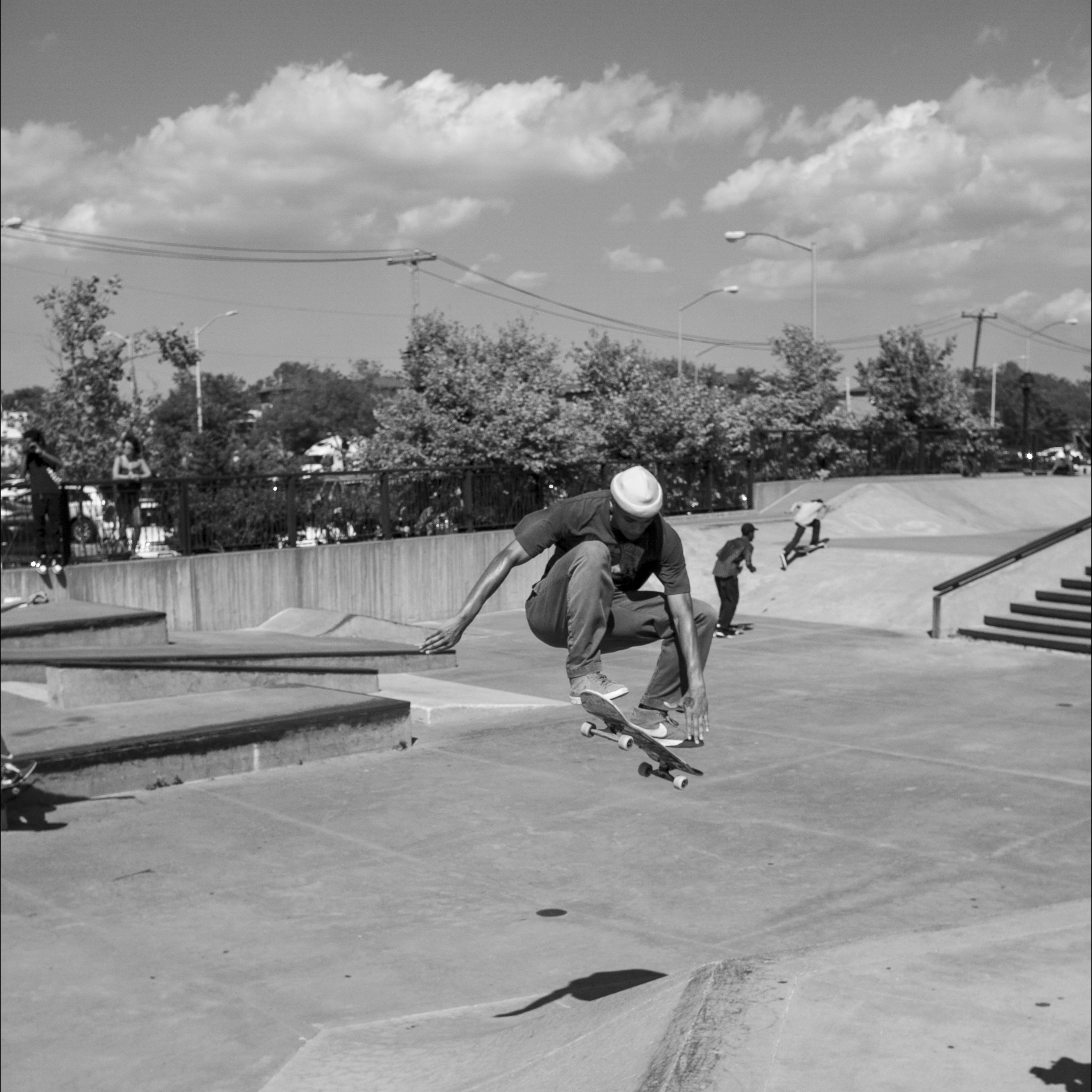
Un indy grab eseguito su uno skateboard, Far Rockaway Skatepark, Queens, New York (NY)

L'indy grab, noto anche come indy air, è un aerial eseguito nelle discipline dello skateboard, snowboard e del kitesurf.

## Caratteristiche
Questo trick consiste in un grab effettuato sulla parte centrale della tavola con la mano posteriore, ossia utilizzando quest'ultima per afferrare la zona del deck situata tra i piedi. Il lato della tavola su cui viene applicato il grab è quello frontale, nella direzione in cui puntano i piedi. Allo stesso tempo, l'indy prevede una rotazione in backside, nel quale vengono quindi rivolte le spalle verso la direzione di marcia. Lo stesso trick, se eseguito in frontside, è noto con il nome di frontside air.

### Variazioni
Vi sono numerose variazioni dell'indy poiché, nei limiti delle capacità tecniche e delle possibilità fisiche, sono stati abbinati diversi trick a questo grab. Quelli più eseguiti sono il kickflip indy e l'indy nosebone, nel quale viene distesa la gamba anteriore.

## Storia
L'indy grab trae le sue origini dagli albori della disciplina dello skateboard, nella quale veniva già praticata verso la fine degli anni settanta. Concepito inizialmente come una manovra dello skateboard vert, l'indy grab veniva eseguito quasi esclusivamente su strutture verticali come gli half-pipe, venendo spesso combinato con kickflip, heelflip e spin intorno all'asse verticale della tavola. In seguito alla graduale diffusione dello stile street, gli skater portarono gli aerial sulle superfici piatte (il cosiddetto flatground); l'introduzione dell'ollie, però, rese superfluo l'ausilio dei grab. Nonostante ciò, è possibile eseguire l'indy anche in flatground.
L'indy era inizialmente noto come "Gunnair", poiché fu inventato dallo skater Gunnar Haugo nel 1977. Negli anni ottanta, grazie al contributo di Duane Peters, che popolarizzò il trick, il Gunnair venne ribattezzato "Indy grab", poiché lo skater, all'epoca, era sponsorizzato dalla compagnia Independent Trucks.

### "Frontside indy"
Con il passare del tempo venne introdotta la dicitura non del tutto corretta di "frontside indy": l'indy air è, difatti, un trick eseguito esclusivamente in backside; tuttavia, al giorno d'oggi, è comune riferirsi ai frontside air come "frontside indy". Soprattutto nello snowboard, il termine "indy" si può usare per riferirsi a qualsiasi tipo di grab applicato con la mano posteriore sul lato della tavola in cui puntano i piedi.
Persino nel videogioco Tony Hawk's Skateboarding il termine indy viene utilizzato in maniera erronea, il che ha contribuito all'ulteriore diffusione di questo significato alternativo.